# La Bouille
La Bouille és un municipi francès situat al departament del Sena Marítim i a la regió de Normandia. L'any 2007 tenia 805 habitants.

## Demografia

### Població
El 2007 la població de fet de La Bouille era de 805 persones. Hi havia 340 famílies de les quals 100 eren unipersonals (36 homes vivint sols i 64 dones vivint soles), 100 parelles sense fills, 104 parelles amb fills i 36 famílies monoparentals amb fills.
La població ha evolucionat segons el següent gràfic:
Habitants censats

### Habitatges
El 2007 hi havia 384 habitatges, 354 eren l'habitatge principal de la família, 17 eren segones residències i 13 estaven desocupats. 263 eren cases i 120 eren apartaments. Dels 354 habitatges principals, 185 estaven ocupats pels seus propietaris, 165 estaven llogats i ocupats pels llogaters i 3 estaven cedits a títol gratuït; 1 tenia una cambra, 31 en tenien dues, 106 en tenien tres, 78 en tenien quatre i 139 en tenien cinc o més. 268 habitatges disposaven pel capbaix d'una plaça de pàrquing. A 174 habitatges hi havia un automòbil i a 147 n'hi havia dos o més.

### Piràmide de població
La piràmide de població per edats i sexe el 2009 era:
| Homes | Edats   | Dones |
| ----- | ------- | ----- |
| 4     | 95 o +  | 8     |
| 0     | 90 a 94 | 0     |
| 0     | 85 a 89 | 4     |
| 8     | 80 a 84 | 0     |
| 4     | 75 a 79 | 16    |
| 16    | 70 a 74 | 16    |
| 12    | 65 a 69 | 16    |
| 12    | 60 a 64 | 16    |
| 20    | 55 a 59 | 20    |
| 28    | 50 a 54 | 20    |
| 16    | 45 a 49 | 32    |
| 40    | 40 a 44 | 32    |
| 32    | 35 a 39 | 48    |
| 52    | 30 a 34 | 40    |
| 20    | 25 a 29 | 28    |
| 12    | 20 a 24 | 16    |
| 36    | 15 a 19 | 20    |
| 40    | 10 a 14 | 16    |
| 16    | 5 a 9   | 20    |
| 16    | 0 a 4   | 28    |

## Economia
El 2007 la població en edat de treballar era de 568 persones, 451 eren actives i 117 eren inactives. De les 451 persones actives 422 estaven ocupades (214 homes i 208 dones) i 29 estaven aturades (11 homes i 18 dones). De les 117 persones inactives 43 estaven jubilades, 40 estaven estudiant i 34 estaven classificades com a «altres inactius».

### Ingressos
El 2009 a La Bouille hi havia 351 unitats fiscals que integraven 786,5 persones, la mediana anual d'ingressos fiscals per persona era de 21.983 €.

### Activitats econòmiques
Dels 40 establiments que hi havia el 2007, 1 era d'una empresa alimentària, 1 d'una empresa de fabricació d'altres productes industrials, 6 d'empreses de construcció, 10 d'empreses de comerç i reparació d'automòbils, 7 d'empreses d'hostatgeria i restauració, 3 d'empreses d'informació i comunicació, 3 d'empreses immobiliàries, 3 d'empreses de serveis, 3 d'entitats de l'administració pública i 3 d'empreses classificades com a «altres activitats de serveis».
Dels 14 establiments de servei als particulars que hi havia el 2009, 1 era un guixaire pintor, 3 lampisteries, 1 empresa de construcció, 2 perruqueries, 6 restaurants i 1 agència immobiliària.
Dels 4 establiments comercials que hi havia el 2009, 1 era un supermercat, 1 una botiga de més de 120 m², 1 una botiga de menys de 120 m² i 1 una peixateria.

## Equipaments sanitaris i escolars
L'únic equipament sanitari que hi havia el 2009 era una farmàcia.
El 2009 hi havia 2 escoles elementals.

## Poblacions més properes
El següent diagrama mostra les poblacions més properes.